# Х-45
Х-45 «Молния» — советский проект гиперзвуковой противокорабельной ракеты авиационного базирования. 
Разрабатывался для вооружения ракетоносца Т-4 в МКБ «Радуга», конструкторы — А. Я. Березняк, Г. К. Самохвалов и В. А. Ларионов.

## Основные тактико-технические характеристики
- Дальность пуска, км — до 600
- Скорость полёта, км/ч — 7000
- Стартовая масса, кг — 4500
- Боевая часть кумулятивно-фугасная, термоядерная
- Масса боевой части, кг — 500—1000
- Система наведения: инерциальная, радиокомандная, ГИСУ «Вихрь» + АРГСН «Гарпун»